# Sundstjärnet
Sundstjärnet är en sjö i Årjängs kommun i Värmland och ingår i Göta älvs huvudavrinningsområde. Sjön är 8 meter djup, har en yta på 0,11 kvadratkilometer och befinner sig 226,3 meter över havet.

## Delavrinningsområde
Sundstjärnet ingår i det delavrinningsområde (661449-130055) som SMHI kallar för Utloppet av Södra Yxesjön. Medelhöjden är 241 meter över havet och ytan är 19,13 kvadratkilometer. Räknas de 2 avrinningsområdena uppströms in blir den ackumulerade arean 35,72 kvadratkilometer. Glasälven (Sörbohedsälven) som avvattnar avrinningsområdet har biflödesordning 3, vilket innebär att vattnet flödar genom totalt 3 vattendrag innan det når havet efter 292 kilometer. Avrinningsområdet består mestadels av skog (75 procent). Avrinningsområdet har 2,45 kvadratkilometer vattenytor vilket ger det en sjöprocent på 12,8 procent.